# Красне (гміна Войславичі)
Красне (пол. Krasne) — село в Польщі, у гміні Войславичі Холмського повіту Люблінського воєводства. Населення — 32 особи (2011).

## Історія
За даними митрополита Іларіона (Огієнка), 1430 року вперше згадується православна церква в селі.
За даними етнографічної експедиції 1869—1870 років під керівництвом Павла Чубинського, у селі здебільшого проживали українськомовні греко-католики, меншою мірою — польськомовні римо-католики.
У 1921 році село входило до складу гміни Войславичі Холмського повіту Люблінського воєводства Польської Республіки. За переписом населення Польщі 10 вересня 1921 року в селі налічувалося 18 будинків (з них 1 незаселений) та 183 мешканці, з них:
- 79 чоловіків та 104 жінки;
- 167 православних, 16 римо-католиків;
- 167 українців, 16 поляків.

У 1975—1998 роках село належало до Холмського воєводства.

## Населення
Демографічна структура станом на 31 березня 2011 року:
|          | Загалом | Допрацездатний вік | Працездатний вік | Постпрацездатний вік |
| -------- | ------- | ------------------ | ---------------- | -------------------- |
| Чоловіки | 16      | 1                  | 14               | 1                    |
| Жінки    | 16      | 1                  | 10               | 5                    |
| Разом    | 32      | 2                  | 24               | 6                    |

## Особистості

### Народилися
- Йосип Гриб (нар. 1940) — український еколог[6].
- Володимир Панасюк (нар. 1926) — український учений у галузі механіки та фізики міцності матеріалів і конструкцій.